# 伯立克郡

伯立克郡（Berwickshire）

伯立克郡是蘇格蘭邊區在歷史上的一個郡，名稱取自於特韋德河畔伯立克。該城曾經是蘇格蘭的一部分並且是伯立克郡的郡治，但在1482年被劃入英格蘭。在1596年至1890年期間，伯立克郡的郡治是格林勞。之後搬遷至鄧斯。